# Tetraodon suvattii
Tetraodon suvattii és una espècie de peix de la família dels tetraodòntids i de l'ordre dels tetraodontiformes.

## Morfologia
- Els mascles poden assolir 11,5 cm de longitud total.[4][5]

## Hàbitat
És un peix d'aigua dolça, de clima tropical i demersal.

## Distribució geogràfica
Es troba a la conca del riu Mekong.

## Observacions
És inofensiu per als humans.